# Karl von Wendt
Karl Josef Freiherr von Wendt (Münster, 28 aprile 1937 – Canada, 6 febbraio 2006) è stato un pilota automobilistico tedesco, vincitore su Porsche 911 del Campionato europeo turismo nel 1967 e partecipante alla 24 ore di Le Mans 1968 su Alfa Romeo T33.

## Palmarès
- Campionato europeo turismo: 1
1967 su Porsche 911